# Toriskielisenjänkkä naturreservat
Toriskielisenjänkkä naturreservat är ett naturreservat i Gällivare kommun i Norrbottens län.
Området är naturskyddat sedan 2023 och är 367 hektar stort. Reservatet ligger sydväst om Gällivare och består av mosaik av våtmarker och skog med ån Torisjok i väster.